# Rorgenwies
Rorgenwies ist ein Ortsteil der Gemeinde Eigeltingen im Landkreis Konstanz im Süden von Baden-Württemberg in Deutschland.

## Geographie

### Geographische Lage
Rorgenwies liegt im Hegau, etwa 20 Kilometer nordwestlich vom Bodensee.

### Gliederung
Zu Rorgenwies gehören die Weiler Glashütte, Guggenhausen und Öhle, die Höfe Geistermühle, Gerstelhof, Hochbuchhof und Thälehof und die Häuser Gumpenhof und Kappellösch.

## Geschichte

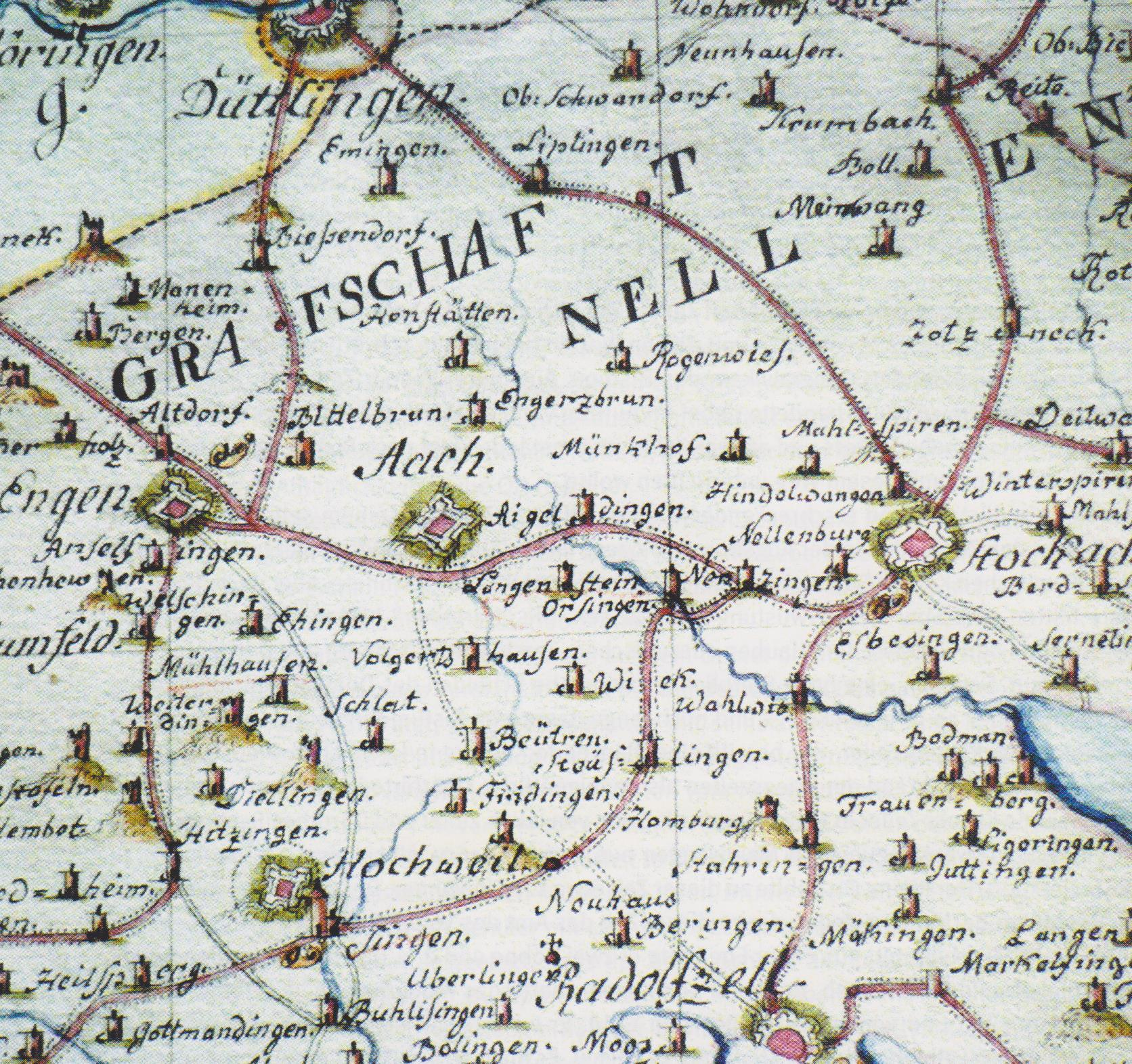
Rogenwies auf einer Karte der Grafschaft Nellenburg aus dem 18. Jahrhundert

Rorgenwies wird erstmals 1150 urkundlich als Rorigenwisi erwähnt, der Name bedeutet „Wiese mit Röhricht“. Bis 1862 gehörte es zu Heudorf, erst dann wurde der Ort für 115 Jahre eine selbstständige Gemeinde. Von 1806 bis 1810 war es württembergisch, ab 1810 badisch (Bezirksamt Stockach).
Am 1. Januar 1977 wurde Rorgenwies in die Gemeinde Eigeltingen eingegliedert.

### Einwohnerentwicklung
- 1852: 325 Einwohner
- 1880: 266 Einwohner
- 1910: 261 Einwohner
- 1925: 245 Einwohner
- 1939: 212 Einwohner
- 1961: 219 Einwohner[2]
- 1970: 237 Einwohner[2]
- 1999: 284 Einwohner
- 2016: 290 Einwohner

## Politik

### Ortschaftsrat
Der Ortschaftsrat von Rorgenwies hat sechs Mitglieder. Mitglied und Vorsitzender ist der Ortsvorsteher.

### Ortsvorsteher
- 1977–1988: Josef Fecht
- 1988–2024: Hans-Jürgen Boldt
- seit 2024: Klaus Keller

### Wappen
Das Wappen der ehemals selbstständigen Gemeinde Rorgenwies zeigt in gespaltenem Schild vorne in Gold drei liegende dreiendige blaue Hirschstangen übereinander, hinten in Silber ein halber, rot bewehrter, rot bezungter schwarzer Adler am Spalt.

## Kultur und Sehenswürdigkeiten

### Bauwerke

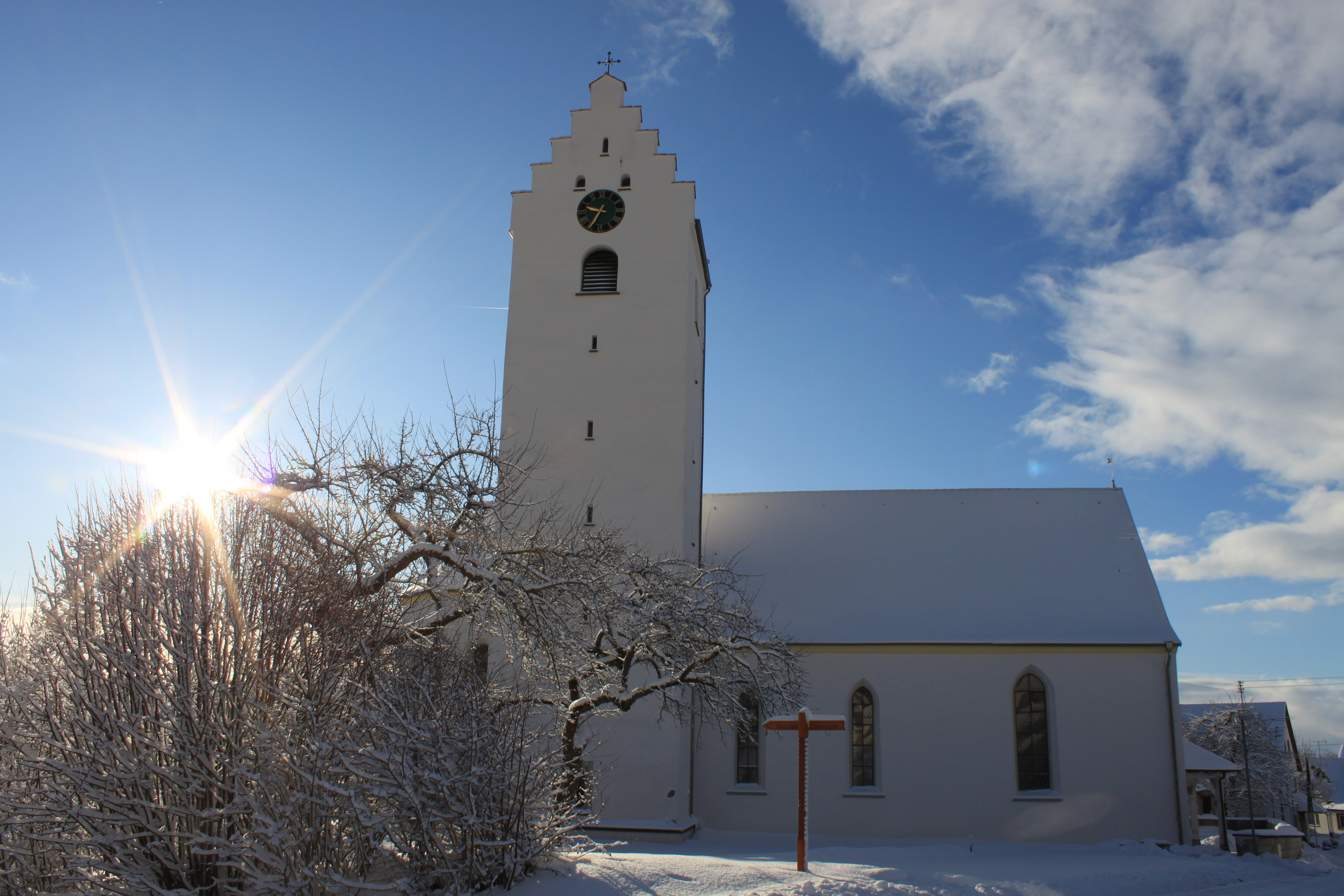
Wallfahrtskirche St. Maria

Die spätgotische Wallfahrtskirche St. Maria mit romanischem Chorturm und barocker Ausstattung wurde zwischen 1720 und 1730 errichtet.

### Regelmäßige Veranstaltungen
Der örtliche Musikverein veranstaltet seit 1977 zweijährlich ein Frühlingsfest. Das dabei stattfindende Vatertagstreffen ist überregional sowohl im Landkreis Konstanz als auch im angrenzenden Landkreis Tuttlingen bekannt.

## Wirtschaft und Infrastruktur

### Öffentliche Einrichtungen
Im Ort befindet sich ein Dorfgemeinschaftshaus und eine Gaststätte.

## Söhne und Töchter des Ortsteils
- Mike Gommeringer (* 1973), Schlagzeuger der Rockbands Reamonn und Stereolove